# Klädesholmen
Klädesholmen är en ö och bebyggelse i Tjörns kommun. Bebyggelsen som mellan 1960 och 2020 av SCB avgränsats till en tätort, är egentligen belägen på två öar, Klädesholmen och Koholmen som är förbundna med Tjörn via en bro till Bleket. Öarna var tidigare kronoholmar, där fiskare hade rätt att bosätta sig och bedriva fiske. Vid tätortavgränsningen 2020 klassades bebyggelsen som sammanväxt med den i tätorten Bleket och Klädesholmen som tätort avregistrerades. 

## Historia

### Förhistoria
I Håkonsagan från 1200-talet får man reda på att den norske kungen Håkon Håkonsson grundade Marstrand och många andra ö-samhällen i Viken. Klädesholmen kan säkerligen räknas till den senare kategorin, för när biskopen Jens Nielsen i Oslo stift, dit Klädesholmen hörde till 1658, passerade ön 1594, så beskriver biskopen Klädesholmen som ett gammalt fiskeläge. De första bosättarna kan därför mycket väl ha kommit dit under slutet av 1200-talet.

### Namnet
Namnet Klädesholmen har föregåtts av flera liknande namn. På holländska kartor från 1594 kallades ön Cleefsholmen, på kartor från 1734 stod Kleesholmen. På "Special Charta öfver Pater Noster Skären 1785" stod Klädsholm. Innebörden av namnet är oklart. Klees kan tolkas som "kloss" eller "close" och anspela på att Klädesholmen och Koholmen ligger mycket nära varandra.

### Sillperioderna

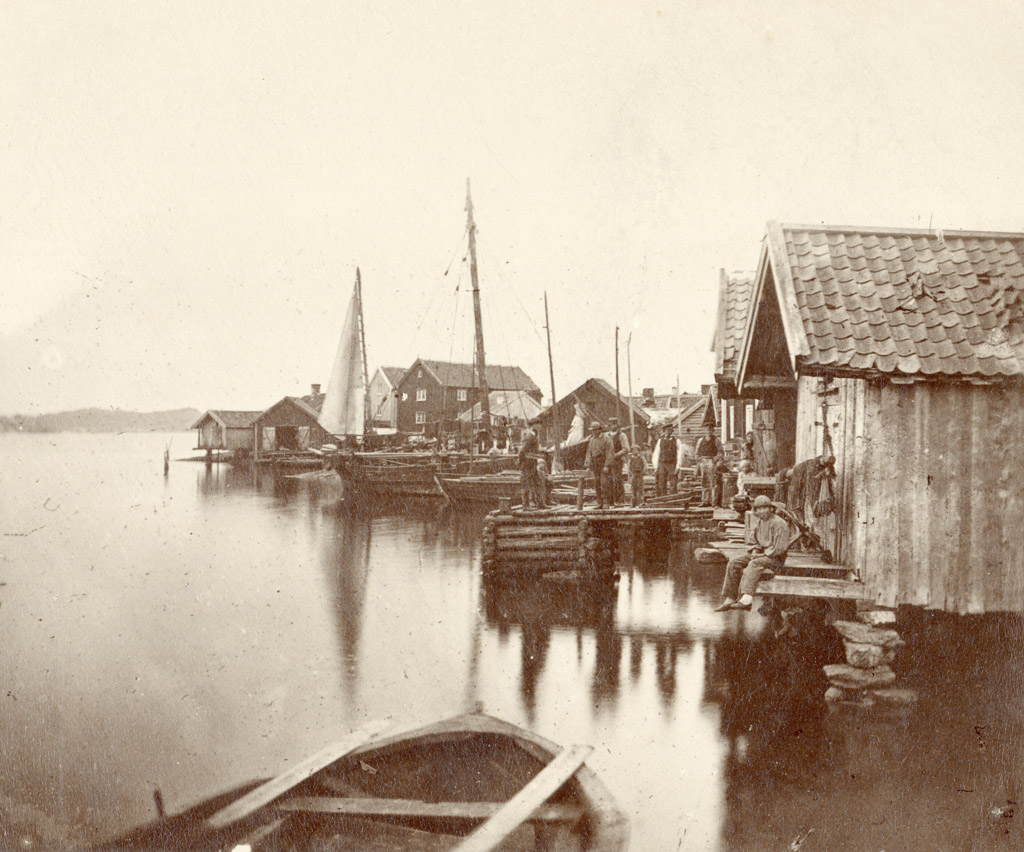
Båthus och bryggor vid Klädesholmen.

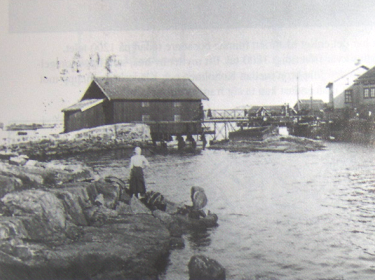
Den gamla bron mellan Koholmen och Klädesholmen. Till vänster syns det nuvarande magasinet på Strandgatan 63 och i förgrunden, vid Guldsmedsvikens strand, några kvinnor med sin tvätt.

Liksom de flesta ö- och kustsamhällen fick Klädesholmen sitt rejäla uppsving under den stora sillperioden 1747–1809. Befolkningen ökade kraftigt under denna period, och det var framför allt säsongsarbetare på sillsalterierna och trankokerierna som tillförde ytterligare personer. Sillfisket skedde på vinterhalvåret, och pigor och drängar från Inland, Västergötland eller Halland jobbade inom jordbruket när det var lågsäsong. Öns hamn fylldes med båtar från när och fjärran, som hämtade saltsillen och tranet för vidare transport ut i Europa.
Under 1808 försvann sillen. Samhället gick ner totalt, och befolkningen minskade till dryga fyrahundra år 1830. Landshövdingen gjorde 1827 en privat insamling till Klädesholmens invånare som, enligt honom, levde sämre än råttor.[källa behövs] Uppgången började år 1861 när två klädesholmare fick reda på att det fanns fisk (torsk och långa) uppe vid banken Storeggen utanför Ålesund i Norge. Detta medförde att många båtar drog sig upp mot Norge.
När svenskarna lämnade Ålesund runt 1880 för att börja arbeta på Shetlandsöarna, och sillen kom in till kusten på nytt 1877–1900, började den omfattande beredningsindustrin ta form. I de större magasinen, som då började byggas, saltades sill och bereddes fisk. Befolkningen tillväxte och mot slutet av 1800-talet började också Koholmen bebyggas med bostadshus. Till skillnad från den spontant framvuxna bebyggelsen på Klädesholmen skedde utbyggnaden enligt en byggnadsplan med 146 tomter.
År 1890 skaffade man mindre båtar, så kallade jakter. Med dessa besöktes i stort sett de flesta svenska hamnar. Från båten sålde man sina produkter, kabeljo, saltsill med mera. Normalt kunde man avverka ett par turer per år, men ibland hade man båten liggande vid en plats.

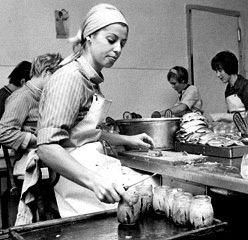
Sillkonservering under sent 1960-tal.

### 1900-talet och framåt
När man i början av 1900-talet började lära sig kryddning av sill och skarpsill, började man även sälja gaffelbitar och ansjovis. Kunskapen om kryddning fick man genom att köpa recept från grossistföretag. Klara linjer vad gäller kryddning av sill går dock till Norge, som då var lite av föregångare inom detta område.
Befolkningen på Klädesholmen kulminerade i mitten av 1920-talet med 925 invånare.
Under 1930-talet blev sillkonservindustrin betydande, och omkring 1950 fanns det 25 konservfabriker på ön bortsett från de cirka 150 yrkesfiskarna. Sedan 1970 är det dock bara sillinläggningar som görs, och samma år försvann fiskberedningen. Men det har även gjorts andra produkter och inläggningar: sardiner, makrill, hummer, räkor, kräftor, kaviar, ärtor, morötter, fiskbullar och plommon.
En avgörande faktor för att samhällets konservindustri har kunnat leva vidare var kopplingen till vägnätet på fastlandet. Ön förbands till Tjörn med en bro som invigdes i december 1983. Då hade kommunikationen skett genom bilfärja i 20 år. Dessförinnan fanns endast personfärja.
I början på 2000-talet fanns bara tre konservfabriker kvar på ön. Dessa fabriker utgör numera tillsammans under samma märke Klädesholmen Seafood AB en stor del av den svenska konservindustrin. Till exempel så kommer mer än hälften av all matjessill från Klädesholmen.

### Administrativ historik
Klädesholmen var och är kyrkby i Klädesholmens socken och ingick efter kommunreformen 1862 i Stenkyrka landskommun. I denna inrättades för orten 29 januari 1886 Klädesholmens municipalsamhälle, vilket från 1903 med orten ingick i den då bildade Klädesholmens landskommun. Denna uppgick med municipalsamhället och orten i Tjörns landskommun, där municipalsamhället kom att upplösas 31 december 1959. Sedan 1971 ingår orten i Tjörns kommun.

### Befolkningsutveckling
| Befolkningsutvecklingen i Klädesholmen 1900–2015 | Befolkningsutvecklingen i Klädesholmen 1900–2015 | Befolkningsutvecklingen i Klädesholmen 1900–2015 | Befolkningsutvecklingen i Klädesholmen 1900–2015 | Befolkningsutvecklingen i Klädesholmen 1900–2015 |
| ------------------------------------------------ | ------------------------------------------------ | ------------------------------------------------ | ------------------------------------------------ | ------------------------------------------------ |
|                                                  |                                                  |                                                  |                                                  |                                                  |
| År                                               |                                                  |                                                  | Folkmängd                                        | Areal (ha)                                       |
| 1900                                             | 1900                                             |                                                  | 755                                              |                                                  |
| 1944                                             | 1944                                             |                                                  | 751                                              |                                                  |
| 1960                                             | 1960                                             |                                                  | 789                                              |                                                  |
| 1965                                             | 1965                                             |                                                  | 745                                              |                                                  |
| 1970                                             | 1970                                             |                                                  | 653                                              |                                                  |
| 1975                                             | 1975                                             |                                                  | 604                                              |                                                  |
| 1980                                             | 1980                                             |                                                  | 561                                              |                                                  |
| 1990                                             | 1990                                             |                                                  | 507                                              | 28                                               |
| 1995                                             | 1995                                             |                                                  | 496                                              | 28                                               |
| 2000                                             | 2000                                             |                                                  | 459                                              | 29                                               |
| 2005                                             | 2005                                             |                                                  | 417                                              | 29                                               |
| 2010                                             | 2010                                             |                                                  | 385                                              | 29                                               |
| 2015                                             | 2015                                             |                                                  | 367                                              | 29                                               |
|                                                  |                                                  |                                                  |                                                  |                                                  |

Befolkningsutveckling: 1944

## Samhället
På Klädesholmen finns skola och bibliotek samt ett museum. Här finns Klädesholmens kyrka med dess församlingshem, missionsföreningen med dess missionshus samt Betelförsamlingen med sin kyrkobyggnad. 
Klädesholmen har flera badplatser. Här finns en fotbollsplan och ett flertal restauranger och kaféer.
Cirka hälften av bostadsfastigheterna används numera som fritidsboende.[källa behövs]
Gatunamnen på ön har ofta fått namn efter de hantverkare som bott där. Många klockare bodde på Klockarberget, skomakare på Skomakaregatan, fiskare i Fiskargränd, samt kustroddare (tullare) på Kustroddarvägen, osv. Förslag fanns att Ångbåtsvägen skulle heta Kungsgatan eftersom kung Oscar II lär ha besökt "Grass Mathilda" som bodde i boden till Rosenvägen 8 samt Ola på Ångbåtsvägen 22.

### Hustyper

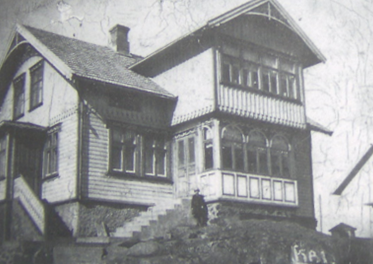
Hästeviksvägen 2 i början av 1920-talet.

Hustyperna på Klädesholmen är av varierande slag. Den äldsta kvarvarande bebyggelsen är från 1700-talet och den senast uppförda är byggd 2007. De tidigast bebyggda områdena kännetecknas av variation, oregelbundenhet och trängsel medan senare byggda områden har likartade hus, uppförda på stora förutbestämda tomter med farbara gator.
De äldsta husen representerar de typiska byggnadssätten i de flesta västkustsamhällen. Här finns enkelstugan och dubbelstugan, i flera varianter, men med samma grundplan.

## Rotar
Klädesholmen var enligt det gamla indelningsverket uppdelad i 4 rotar. Enligt husförhörslängden för Klädesholmen 1881-1894 omfattade Rotarna följande områden:
- Rote 1, Åbålen (Obbolen), Båsen, Edet, Sälviken, Pallane
- Rote 2, Kråkkollen, Sillgränd, Vadviken
- Rote 3, Uddeviken, Prästgården, Lille Walen, Skomakaregatan, Rupekullen
- Rote 4, Udden, Hålen (Huhn), Stora Walen, sant Lilla och Stora Stenvik

Indelningen varierar mellan de olika husförhörslängderna. Varje rote hade ansvar för en båtsman. Indelningsverket upphörde 1887.

## Näringsliv
Turism är en viktig näring på ön.
Sveriges största producent av matjessill är Klädesholmen Seafood AB. Verksamheten låg tidigare på ön, men har flyttat produktionen till Rönnäng.

## Evenemang
Klädesholmen är plats för Årets Sill, som infaller varje år den 6 juni på Sillens Dag.
Sedan år 1972 har man firat "Samhällets dag" på Klädesholmen. Den första lördagen i juli månad hålls arrangemanget.

## Partiet Samhällets bästa
Samhällets bästa är ett lokalt politiskt parti med rötter på Klädesholmen som verkat i politiska sammanhang i Tjörns kommun sedan tidigt 1970-tal. Partiet verkar för sydvästra delen av Tjörn och dess öar.